# Anomoia
Anomoia is een geslacht van insecten uit de familie van de Boorvliegen (Tephritidae), die tot de orde tweevleugeligen (Diptera) behoort.

## Soort
- A. purmunda: Meidoornboorvlieg (Harris, 1780)